# Air India
Az Air India (IATA: AI, ICAO: AIC, Hívójel: AIRINDIA) India nemzeti légitársasága, tulajdonosa a Tata Csoport az Air India Limiteden keresztül. Az Air India összesen 128 Airbus és Boeing repülőgépből álló flottájával 85 indiai belföldi és külföldi célállomásra repül. Bázisrepülőtere az Indira Gandhi nemzetközi repülőtér. 2017-ben az Air India a külföldi járatok számát tekintve a legnagyobb indiai légitársaság volt 16,6%-os piaci részesedéssel, belföldi viszonylatban pedig negyedik legnagyobb az IndiGo, Jet Airways és SpiceJet után, 13,2%-os piaci részesedéssel. Az Air India a Star Alliance légiszövetség tagja 2014. július 11-e óta.
A légitársaságot J. R. D. Tata francia-indiai pilóta és üzletember alapította 1932-ben Tata Airlines néven. Tata saját maga vezette a társaság első egymotoros de Havilland Puss Moth gépét, csomagokat és postát szállítva Karacsiból Bombayba (ma Mumbai), majd onnan Madrászba (ma Csennai). A második világháború után a Tata Airlines részvénytársasággá alakult, és felvette az Air India nevet. 1960-ban szolgálatba állította az első Boeing 707-esét, és így az első sugárhajtású gépekkel rendelkező ázsiai légitársaság lett.

## Flotta
| Repülőgép típusa | Szolgálatban | Rendelés | Utasszám | Utasszám | Utasszám | Utasszám | Megjegyzések                                                              |
| Repülőgép típusa | Szolgálatban | Rendelés | F        | J        | Y        | Összesen | Megjegyzések                                                              |
| ---------------- | ------------ | -------- | -------- | -------- | -------- | -------- | ------------------------------------------------------------------------- |
| Airbus A319–100  | 22           | —        | —        | 8        | 114      | 122      |                                                                           |
| Airbus A319–100  | 22           | —        | —        | —        | 144      | 144      |                                                                           |
| Airbus A320–200  | 17           | —        | —        | —        | 168      | 168      |                                                                           |
| Airbus A320–200  | 17           | —        | —        | 12       | 138      | 150      |                                                                           |
| Airbus A320neo   | 10           | 4        | —        | 12       | 150      | 162      |                                                                           |
| Airbus A321–200  | 20           | —        | —        | 12       | 170      | 182      |                                                                           |
| Boeing 747–400   | 4            | —        | 12       | 26       | 385      | 423      |                                                                           |
| Boeing 777–200LR | 3            |          | 8        | 35       | 195      | 238      |                                                                           |
| Boeing 777–300ER | 12           | 3        | 4        | 35       | 303      | 342      | 2 gép 2018 januárjában, 1 pedig februárban lesz átadva a légitársaságnak. |
| Boeing 787–8     | 27           |          | —        | 18       | 238      | 256      |                                                                           |
| Összesen         | 115          | 7        |          |          |          |          |                                                                           |